# Teorie sociálních hodin
Za autorku teorie sociálních hodin[zdroj⁠?!] z roku 1965 je považována americká psycholožka zabývající se vývojovou psychologií Bernice Neugartenová.
Dle této teorie existují tzv. sociální hodiny – určitá kulturně podmíněná společenská norma, která udává, kdy je dle většinové společnosti vhodné zažívat určité životní události nebo se angažovat v určitém chování. Např. kdy je vhodné, aby se muž oženil či se žena vdala, v jakém věku se od lidí očekává, že se budou starat o děti nebo půjdou do důchodu, zda oblečení daného člověka odpovídá jeho věku apod. Tyto normy jsou podle Neugartenové všudypřítomné a lidé si je obvykle nejen velmi dobře uvědomují, ale také se dle nich hodnotí (př. „Oženil jsem se brzo.“) a upravují načasování svého chování (př. „Ve 30 budu příliš stará na to, abych bydlela s rodiči. Musím si co nejdřív najít samostatné bydlení.“). Člověka může k dodržování společenských norem motivovat řada sankcí, které často přichází ve chvíli, kdy se jednotlivec těmito normami neřídí (př. padesátiletému muži usilovně se věnujícímu namáhavé sportovní aktivitě je vyčítáno, že si tímto sportem přivodí poškození svého zdraví.).